# Tronceda a Vella
Tronceda a Vella es una aldea española situada en la parroquia de Tronceda, del municipio de Arzúa, en la provincia de La Coruña, Galicia.

## Demografía
| Gráfica de evolución demográfica de Tronceda a Vella entre 2000 y 2018 |
|                                                                        |
| Datos según el nomenclátor publicado por el INE.                       |